# 琦莉
《琦莉》，是的輕小說作品、插画為田上俊介，電擊文庫發刊。獲得第9屆電撃遊戲小說大賞（現：電撃大賞）的作品。廣播劇CD也已經發售。同時，漫畫家手代木史織也將此作改編為漫畫，由日本秋田書店發售，共二集。小說在台灣由台灣角川代理發行；而漫畫的台灣中文版則由東立代理發行，並另譯為《除靈少女》；香港中文版由玉皇朝理發行，譯名為《通靈少女》。

## 劇情簡介
就讀教會宿舍學校生活的14歲的少女琦莉，在年幼的時候，擁有能看到靈體的強烈靈感，為此對神的存在和教義有著疑問。
殖民祭冬假的第一天，認識了<不死人>的青年哈維，以及與之同行的小型無線電的憑依靈·下士相遇，琦莉跟著他們一起四處旅行。

## 登場人物
以下聲優為廣播劇的配音員。

### 主要角色
琦莉（聲優：中原麻衣）
主角。擁有強烈的靈感，能看到靈體，因此對神的存在和教義抱疑問的少女。
第1卷是14歲，最終卷為17歲。從年幼時開始就被祖母養育，不過，在第1卷前半部分以祖母已經去世，開始在教會學校的宿舍生活。
母親為雪莉，父親是席格利・祿。
從室友貝佳的惡作劇開始，和不死人哈維相遇，而後旅行。在旅行中遇見各式各樣的靈體和不死人，進而成長。
哈維（聲優：磯部弘）
被稱為「不死人」的死人兵青年。高個子瘦弱的身體，有著紅銅色的頭髮和眼睛。
本名艾弗朗（エイフラム）。是在戰爭時代一起行動的猶大和約雅敬、貝亞托莉克絲所用的名字。
在80年前的戰爭中戰死，後被放入「核」成為了「不死人」。
站在殺死許多人的士兵與「不死人」的立場，不打算與活人有太多接触（不擅與人接觸也是原因之一）。話少、粗魯，有在不安的時候玩弄打火機的習慣。
最初和琦莉一起行動時，對她以非常麻煩的態度看待。不久，慢慢對她的依靠越大，最終成了他的心靈支柱。
貝亞托莉克絲
和哈維同様是戰死後被放入「核」而成為「不死人」的女性。第3卷以後登場。是個有著和貝佳相似的容貌的女性。擁有美麗的金髮和知性的冰藍色眼眸。
很早就失去了雙親，因此加入軍隊。有個年紀有些差距的弟弟。與哈維、猶大和約雅敬是戰爭時期的戰友。
在暫住於土魯斯（トゥールース）的時候，曾人們以狩獵魔女為名義追捕並處以火刑。那個事件被稱為「土魯斯大火」，在貝亞托莉克絲的心中留下了陰影。
原本於琦莉的事很警戒，但最終把她當成心靈支柱信賴。

### 靈體與不死人
下士（聲優：大塚芳忠）
在80年前的戰争中被哈維殺死的人。本名不詳，在當時軍中的階級為「下士」。
憑依在常見的舊式小型收音機上，偶爾顯現出原來的模樣。能利用收音機的喇叭構造很發出衝擊波，用來自衛或攻擊。
作為收音機輾轉於市井間時，曾長時間被放置在黑暗的地下空間，因此產生了幽閉恐懼症，對本人而言是屈辱的弱點。
約雅敬
與哈維一樣為「不死人」的男性。在第1卷中登場過一次，第5卷中再次登場。高個子身形瘦小，有著藍灰色的眼睛。
哈維小學時的同班同學，戰爭時代也一起在戦場。但是和哈維的交情非常差，從小學時就針鋒相對，不過一般認為那是因為哈維和約雅敬在性格上有相似之處。
猶大
在戰前用化石資源人造出來的不死人士兵，與哈維、貝亞托莉克絲和約雅敬是戰爭時期的戰友。有著砂色的頭髮和眼眸。
猶大在聖書中是背叛救世主的背叛者的名字，但這是他自己所取的名字。
貝佳（聲優：南央美）
琦莉還在學校宿舍寄宿時的的幽靈室友。在本篇中的登場只有第1集。
真實年齡比琦莉大兩歲。在琦莉七年級（12歲）時，遭火車輾斃。

### 其他
雪莉
琦莉的母親，席格利・祿的妻子。
為了保住因為靈感強大而被誤認為是殺害教會長老的惡魔之子的琦莉，而離開了教會，連存在都被抹消。
之後和猶大相遇，在與他一同帶著琦莉前往東貝里（イースタベリ）的航行途中，被捲入狩獵不死人的行動而死亡。
性格和琦莉非常相似，外貌也很相像。與一起行動的猶大的關係，也正像琦莉和哈維的關係。
席格利・祿
琦莉的父親，雪莉的前夫。教會的最高層「十一聖者」的其中一人。
將雪莉和琦莉，與「十一聖者」的位置放在天秤上衡量，席格利選了後者而捨棄了雪莉。為此，在第8巻與琦莉再會時，兩人之間產生了十分巨大的鴻溝。但是，在最終卷琦莉原諒了席格利，2人的關係回復。
尤利烏斯
自第2卷登場。對琦莉抱有淡淡的戀慕之心的少年。
和琦莉同様有著「十一聖者」的親人（祖父）的大少爺。在書面上，是「十一聖者」的血脈誕生的唯一的孩子（琦莉被排除）。
居住在首都，在故事後半對哈維和琦莉提供重要的協助。

## 設定
不死人
八十年前的戰爭中，對死者埋入再生《核》的士兵。不會老化，如果不取出《核》就不會死亡。擁有異常的再生能力。(為了戰鬥爭中從那個不死性作為兵器被處理，戰爭結束後被教會加上戰爭的責任，成了「戰鬥中的惡魔」被追殺。實際上是為了回收《核》加以研究製造技術以仿造《核》)。由於死亡一次，所以沒有生前的記憶。
《核》
《仿造核》
教會的十一聖者的一部分開發著的《核》的仿製品。可是由於《核》戰前的科學技術及高純度的化石資源於戰爭消耗殆盡，成為了沒有再生能力的不良品。
教會
行星的開荒期從母星來的「十一聖者和五家族」作為中心的宗教，乘到戰爭結束緊接之後的混亂一口氣傳播了勢力。現在這個行星唯一的「國家」本身也能可稱作。

## 出版書籍
小說
| 卷數 | 副標題 | 中文副標題                | 角川書店      | 角川書店               | 台灣角川       | 台灣角川               |
| 卷數 | 副標題 | 中文副標題                | 發售日期      | ISBN                   | 發售日期       | ISBN                   |
| ---- | ------ | ------------------------- | ------------- | ---------------------- | -------------- | ---------------------- |
| 1    |        | 死者沉眠於荒野            | 2003年2月10日 | ISBN 978-4-84-022277-8 | 2007年8月3日   | ISBN 978-986-174-387-5 |
| 2    |        | 砂上的白色航跡            | 2003年5月10日 | ISBN 978-4-84-022380-5 | 2007年11月8日  | ISBN 978-986-174-495-7 |
| 3    |        | 前往惑星的囚犯們          | 2003年8月10日 | ISBN 978-4-84-022435-2 | 2008年3月24日  | ISBN 978-986-174-637-1 |
| 4    |        | 深淵畔的長夜              | 2004年2月10日 | ISBN 978-4-84-022604-2 | 2008年6月25日  | ISBN 978-986-174-722-4 |
| 5    |        | 一切開端的白晝校園 (上)   | 2004年7月10日 | ISBN 978-4-84-022728-5 | 2008年11月4日  | ISBN 978-986-174-860-3 |
| 6    |        | 一切開端的白晝校園 （下） | 2004年9月10日 | ISBN 978-4-84-022779-7 | 2009年1月19日  | ISBN 978-986-174-965-5 |
| 7    |        | 幽谷之風呼嘯而過          | 2005年8月10日 | ISBN 978-4-84-023125-1 | 2009年4月30日  | ISBN 978-986-237-053-7 |
| 8    |        | 死者長眠於荒野（上）      | 2006年2月10日 | ISBN 978-4-84-023307-1 | 2009年7月28日  | ISBN 978-986-237-171-8 |
| 9    |        | 死者長眠於荒野（下）      | 2006年4月10日 | ISBN 978-4-84-023389-7 | 2009年11月20日 | ISBN 978-986-237-312-5 |

漫畫
漫畫改編自小說第1卷。譯為《除靈少女～死者沉眠於荒野～》（キーリ―死者たちは荒野に眠る）
| 卷數 | 秋田書店      | 秋田書店           | 東立出版社    | 東立出版社             |
| 卷數 | 發售日期      | ISBN               | 發售日期      | ISBN                   |
| ---- | ------------- | ------------------ | ------------- | ---------------------- |
| 1    | 2006年9月15日 | ISBN 4-25-309496-1 | 2007年9月28日 | ISBN 978-986-10-0202-6 |
| 2    | 2006年9月15日 | ISBN 4-25-309497-X | 2007年9月28日 | ISBN 978-986-10-0203-3 |